# Stepanhorod, Volodîmîreț
Stepanhorod (în ucraineană Степангород) este o comună în raionul Volodîmîreț, regiunea Rivne, Ucraina, formată numai din satul de reședință.
Localitatea face parte din regiunea istorică Volânia, iar după tratatul de pace de la Riga din 1921 a devenit parte a Poloniei, după 1939 intrând în componența Uniunii Sovietice.

## Demografie
Componența lingvistică a comunei Stepanhorod
     Ucraineană (99,29%)
     Alte limbi (0,6%)
Conform recensământului din 2001, majoritatea populației comunei Stepanhorod era vorbitoare de ucraineană (99,29%), existând în minoritate și vorbitori de alte limbi.